# Awaji (đảo)
Đảo Awaji (淡路島 (Đạm Lộ đảo) Awaji-shima) nằm ở tỉnh Hyōgo, Nhật Bản, thuộc phần phía đông của Biển nội địa Seto, giữa hai đảo chính là Honshū và Shikoku. Hòn đảo có diện tích 592,17 km². Giống như là một nơi quá cảnh giữa hai đảo Honshū và Shikoku, Awaji có nghĩa gốc là "đường đến Awa", một tỉnh cũ nằm bên Shikoku qua eo biển Naruto, nay là một phần của tỉnh Tokushima.

## Địa lý
Hòn đảo tách rời khỏi Honshū qua eo biển Akashi và tách rời khỏi Shikoku qua eo biển Naruto. Từ ngày 5 tháng 4 năm 1998 đảo có thể kết nối với Kobe trên đảo Honshū qua cầu Akashi-Kaikyo, cây cầu treo dài nhất thế giới. Kể từ khi hoàn thành đường cao tốc Kobe Awaji Naruto chủ yếu qua phần phía đông của đảo nối giữa Honshū và Shikoku, xoáy nước Naruto đã được tạo thành trên eo biển giữa Naruto, Tokushima và Awaji.
Đới đứt gãy Nojima, thủ phạm gây ra trận động đất Kobe 1995, cắt ngang qua đảo. Một phần của đới đứt gãy được bảo vệ và trở thành Bảo tàng bảo quản Đới đứt gãy Nojima tại Công viên kỉ niệm Động đất Hokudancho (北淡町震災記念公園) để cho mọi người thấy chuyển động của mặt đất qua các con đường, hàng rào và các công trình khác. Bên ngoài khu bảo tồn này, các đới đứt gãy không thể nhìn thấy. Bảo tàng kỉ niệm Cầu Onaruto (大鳴門橋記念館 Ōnarutokyō Kinenkan) và Bảo tàng Khoa học Uzushio (うずしお科学館 Uzushio Kagakukan) nằm gần Fukura.

## Lịch sử
Theo thần thoại sáng thế trong Thần đạo, đảo Awaji là đảo đầu tiên của các đảo ōyashima tạo ra từ hai kami (thần) Izanagi và Izanami. Awaji tự mình đã tạo thành một tỉnh (quốc) từ thế kỷ 7 đến thế kỷ 19, Awaji, và là một phần của Nankaidō. Ngày nay trên đảo có ba khu tự quản là Awaji, Sumoto và Minamiawaji.

## Hình ảnh

Thành phố Awaji trên đảo Awaji
Thành phố Sumoto trên đảo Awaji
Thành phố Minamiawaji trên đảo Awaji
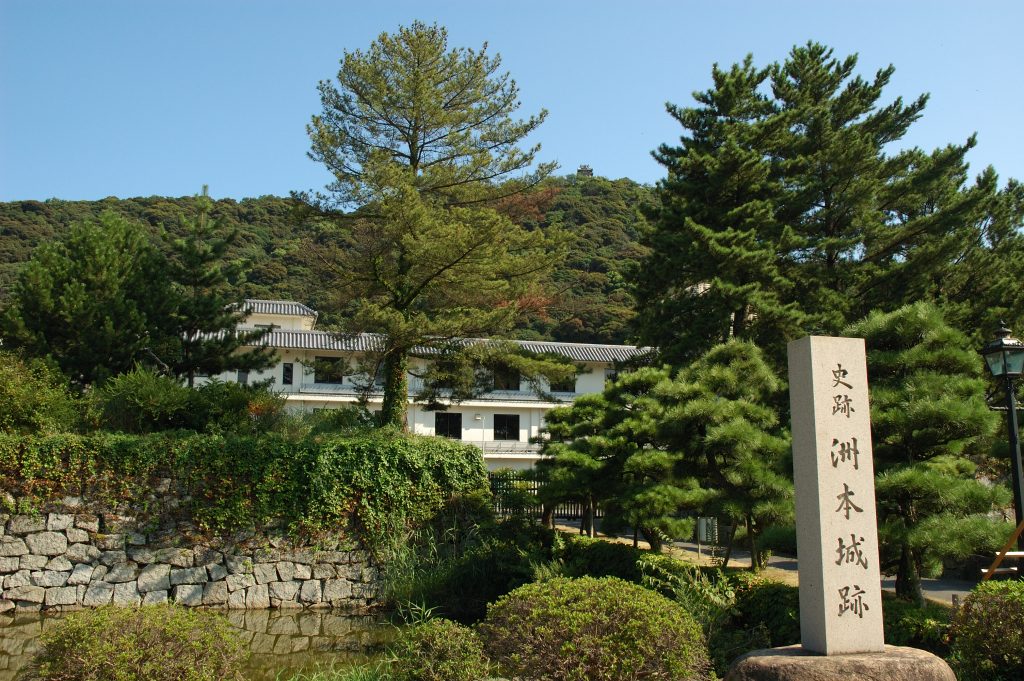
Thành Sumoto
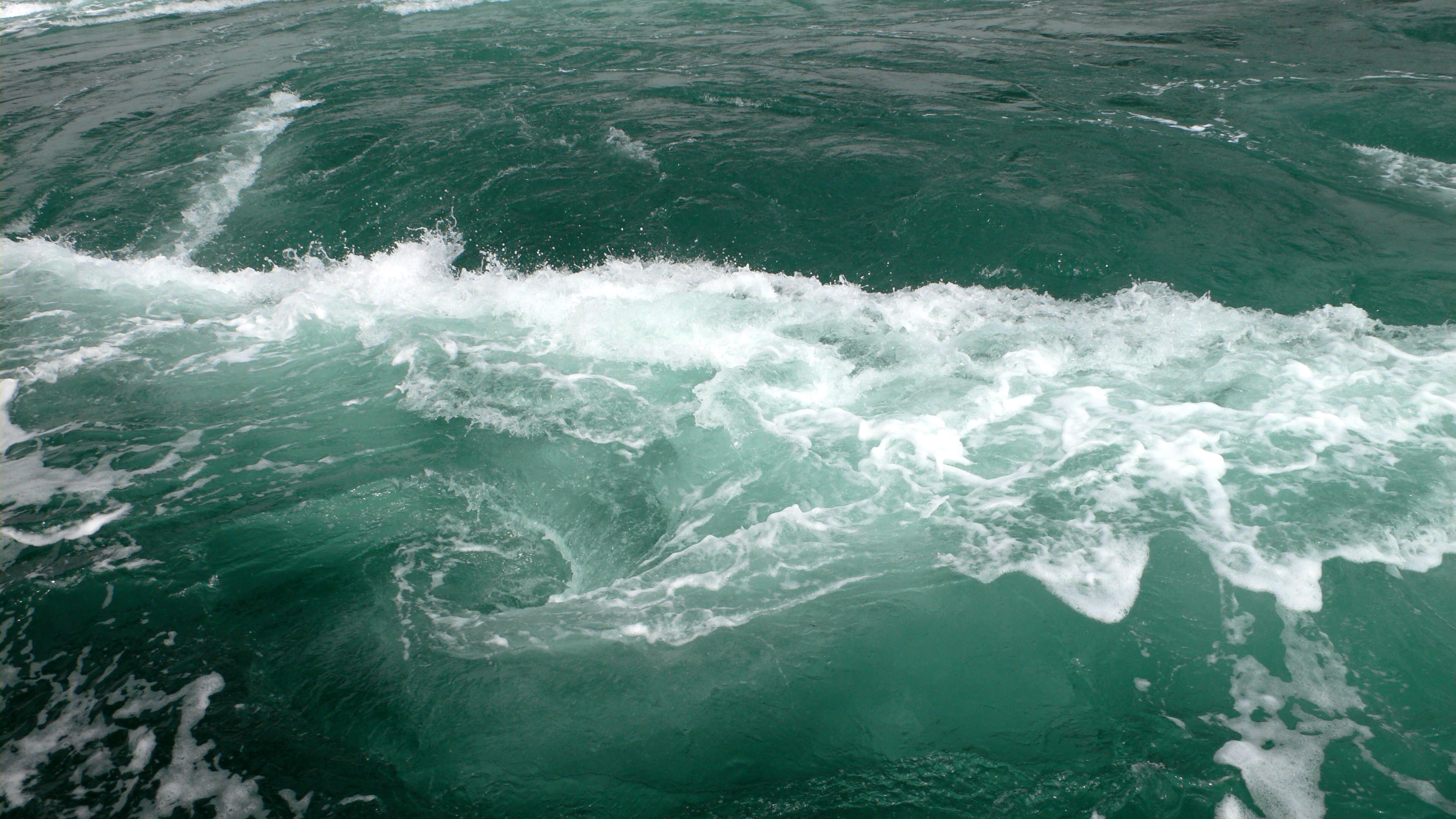
Xoáy nước Naruto whirlpool
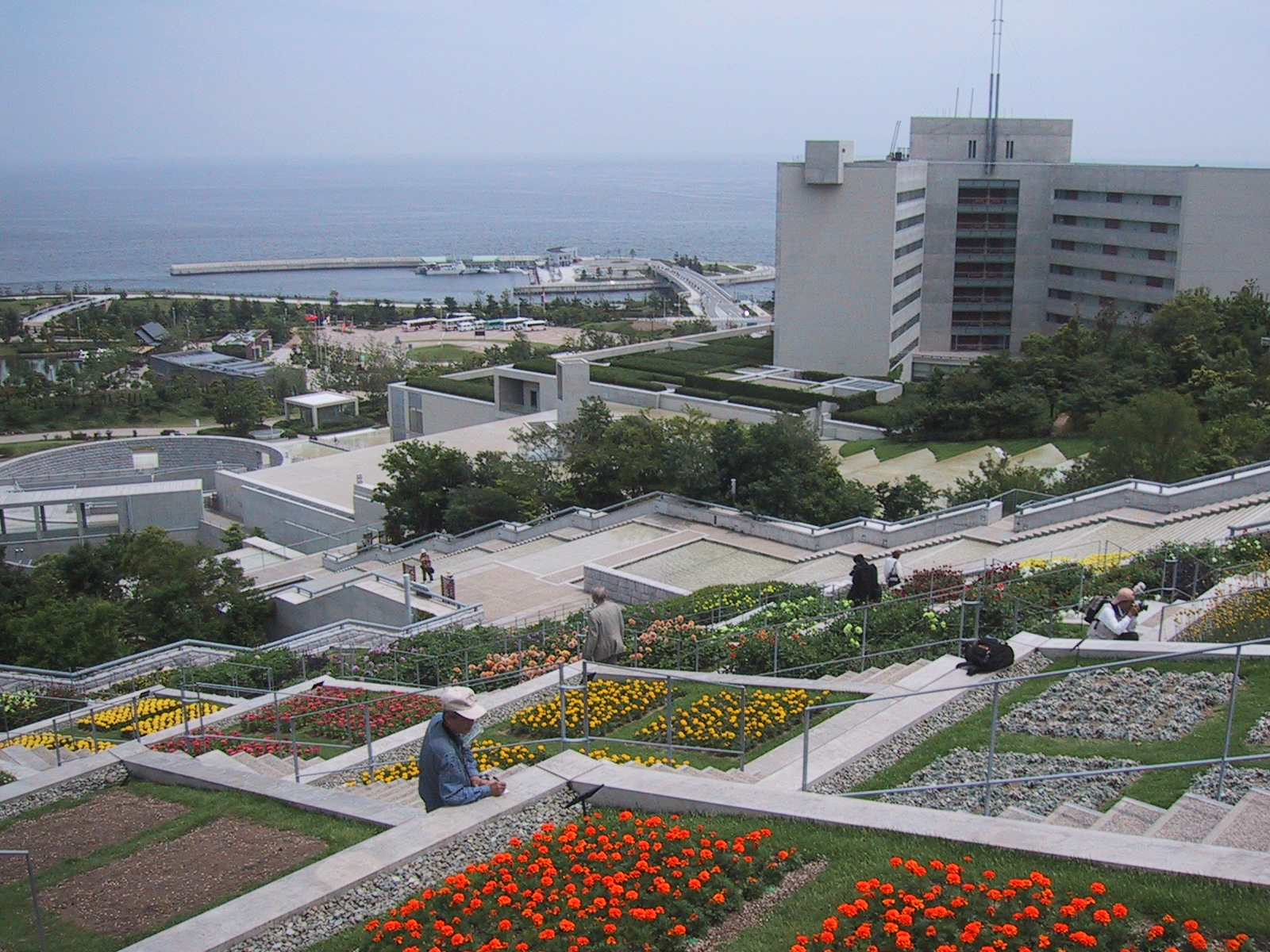
Westin Awaji Island Hotel
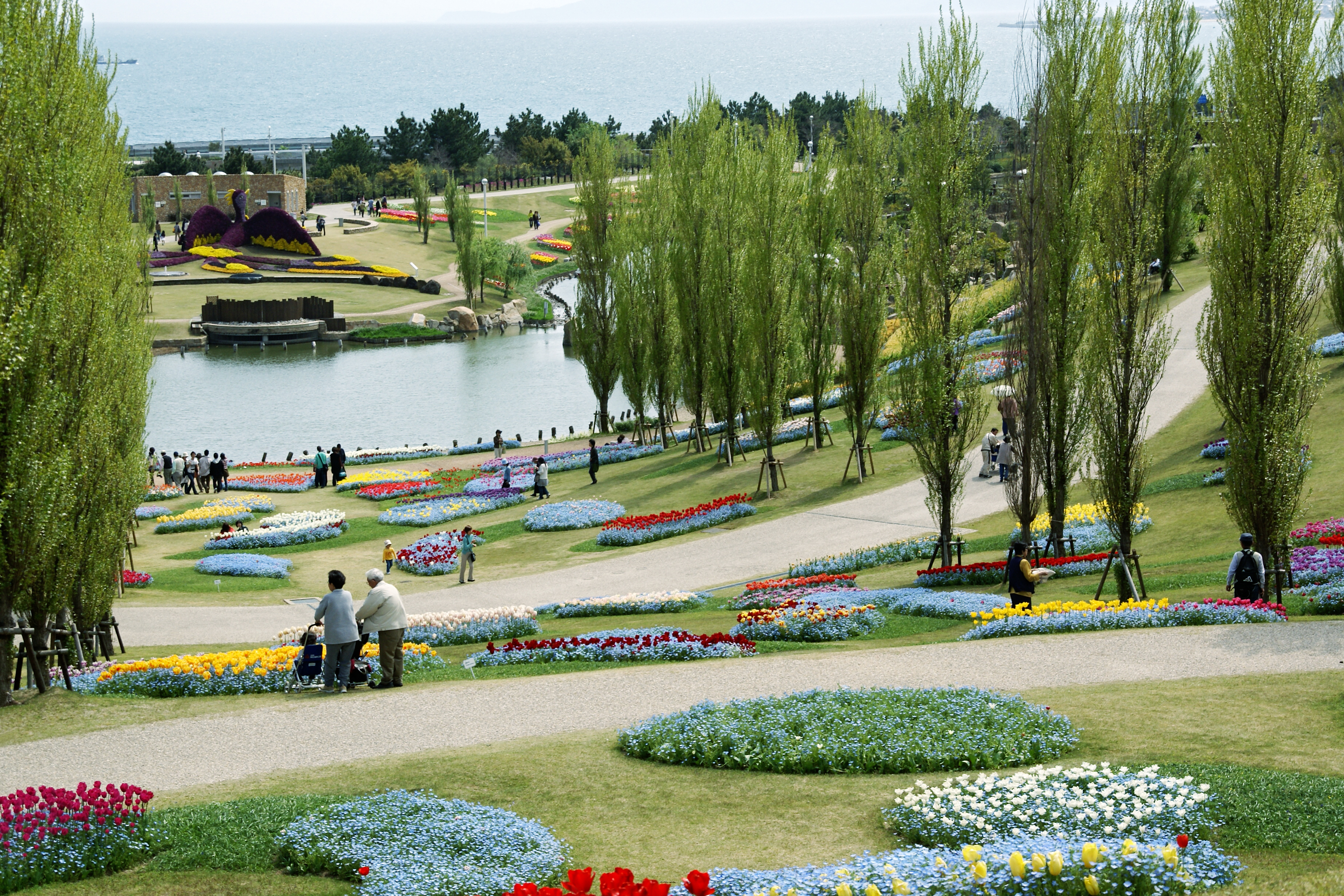
Công viên Akashi-Kaikyō
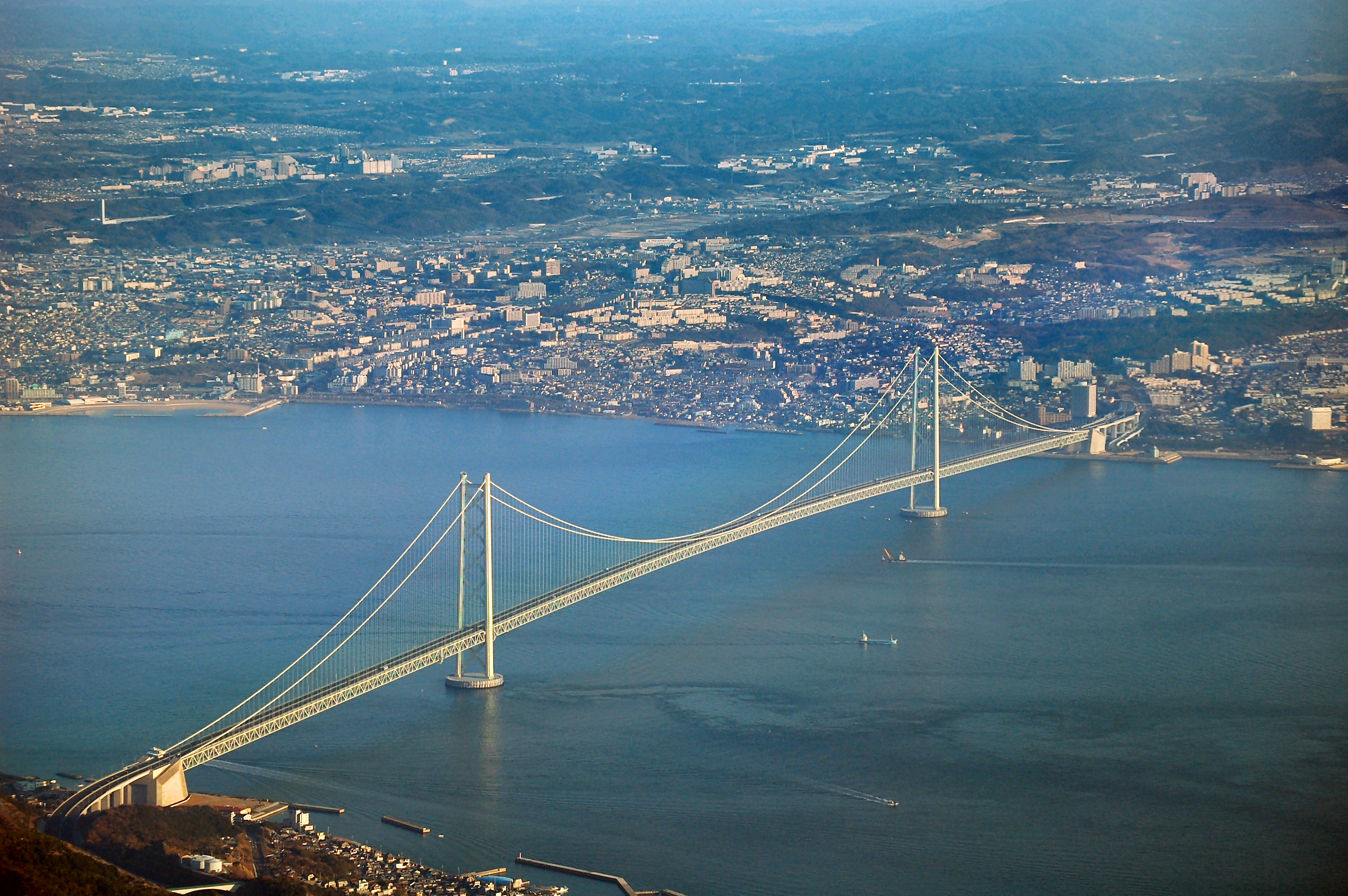
Cầu Akashi-Kaikyō